# لاور کالون
 لاور کالون  نام منطقه‌ای زراعتی است در جنوب دهستان کوخرد ازتوابع بخش کوخرد شهرستان بستک و در غرب استان هرمزگان در جنوب ایران.
 لاور  به جایی اطلاق می‌شود که از سمتهای مختلف آب باران به سویش سرازیر می‌شود و از یک گوشه خارج می‌گردد. کشتزار گسترده‌ای است در ارتفاعات کوه جنوب کوخرد کوه زیر به مسافت ۵ کیلومتر از مشرق به سوی مغرب و ۳کیلومتر از شمال به طرف جنوب در جلگه ی سَرگرد نرگ بست گز واقع شده‌است. در زمینهایش در حدود ۱۰۰ من جو و گندم می‌توان زراعت نمود.

## محدوده لاور کالون
از شمال «کوه سِه چُکی»، از جنوب «کوه گِردو»، و «اشکفت حلقه»، از مغرب «سَدِنُه»، و از سمت مشرق به «بست گز» محدود می‌گردد.

## پرندگان در لاور کالون
لاور کالون زیستگاه پرندگان گوناگونی است. بعلت وجود درختهای گوناگون و تنومند مانند سمر و کنار و نزدیک بودن لاور به چشمه‌های آب شیرین که در نهرهای کوچک (آودون)‌های دره بست گز وجود دارد، در فصل‌های گوناگون پرندگان روی شاخه‌های آن درختها لانه می‌سازند،
از انواع پرندگان که در کشتزار لاور کالون زندگی می‌کنند می‌توان از کبک، قُمری، بادخور، تیهو، خضیری (کراشکین)، بوکلو و «مرغ سلیمان» یا هدهد نام برد که به‌ویژه در فصل زمستان و بهار با آواز دلنشین خود این منطقه کوهستانی را شاد می‌کنند.

## فصل زمستان و بهار
در فصل زمستان و بعد از باریدن باران گل‌های زیبائی در لاور می‌روید، و در فصل بهار بعد از اینکه گل‌ها شکوفه‌های خود را باز می‌کنند جلوه و زیبایی دیگری به لاور می‌دهند. گل‌های «هلول» بارنگ بنفشه‌ای اش سرتاسر لاور را نیلگون می‌سازد و
یک منظره دل‌انگیز و شاعرانه به وجود می‌آورد. همچنین دمبل (خیر) و اَکال نیز یافت می‌شود.
در فصل زمستان و بهار در آنجا خوردنی‌هایی مانند تُرُشُه و کُمپُر و مِیَل به گونه‌ای بسیار لذیذ درست می‌شود.

## گیاهان دارویی
دره‌ای بطول ۴۵ تا ۵۰ متر در لاور کالون وجود دارد که لاور را به دو قسمت نموده‌است.
این دره از وسط لاور می‌گذرد، دره از سمت جنوب شروع می‌شود و رو به‌طرف شمال می‌رود و در انتهای امر به دره بزرگ دره کنخور می‌ریزد. در دو طرف درواه و کناره‌های آن در فصل بهار گل‌های زیبایی می‌روید.
همچنین گیاهان دارویی و مفید نیز در لاور بعد از باریدن باران می‌روید مانند: استقدوس، بَرزو، پوده، خارشتر، خاکشیر، آویشن دریمه، زرو، سره برزه، شربتو، گنیس، کریشکو، کمو، گل عالی عمر، و همچنین گل‌های دیگری نیز مانند گُل زَرد و شَبنَبُو نیز وجود دارد.

## منبع
- محمدیان، کوخردی، محمد. «به یاد کوخرد» ج۲. چاپ اول، دبی: سال انتشار ۲۰۰۳ میلادی.